# Valleriana

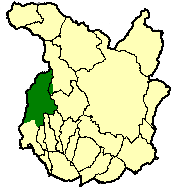
Posizione della Valleriana nella Provincia di Pistoia

La Valleriana (anticamente detta Valle Ariana) è una zona toscana che si estende sull'Appennino Pistoiese. Occupa gran parte dell'area montana del comune di Pescia ed è talvolta soprannominata Svizzera pesciatina. La pubblicistica locale fa arbitrariamente risalire tale ultima denominazione al ginevrino Jean Charles Léonard Simonde de Sismondi, che avrebbe riconosciuto nella zona una somiglianza con i monti della sua terra natale, la Svizzera.

## Geografia
La Valleriana si estende su una superficie di circa 50 km2 su un territorio prevalentemente montuoso, bagnato dal fiume più importante dell'area della Valdinievole, la Pescia di Pescia. La zona più elevata si divide in due valli, la Val di Forfora dove scorre uno dei rami del fiume e la Val di Torbola dove scorre l'altro ramo del fiume; i due rami si uniscono vicino al paese di Ponte di Sorana.
Ne fanno parte dieci paesi, frazioni del comune di Pescia, chiamati anche le dieci castella della Valleriana. Essi sono, da nord verso sud:
- Pontito
- Stiappa
- Castelvecchio
- San Quirico
- Vellano (capoluogo storico)
- Sorana
- Aramo
- Fibbialla
- Medicina
- Pietrabuona

L'undicesima castella, Lignana è stata distrutta nel 1364 dai Pisani. Di tutto l'abitato rimane la chiesa romanica.
Vi sono poi altre caratteristiche sottofrazioni come Calamari.
Queste antiche località posseggono tutte uno schema ben definito: sono esposte a sud, sono protette da mura (in molti casi andate distrutte) e da una torre di avvistamento che nel tempo ha visto mutare la sua funzione in residenza o in torre campanaria.

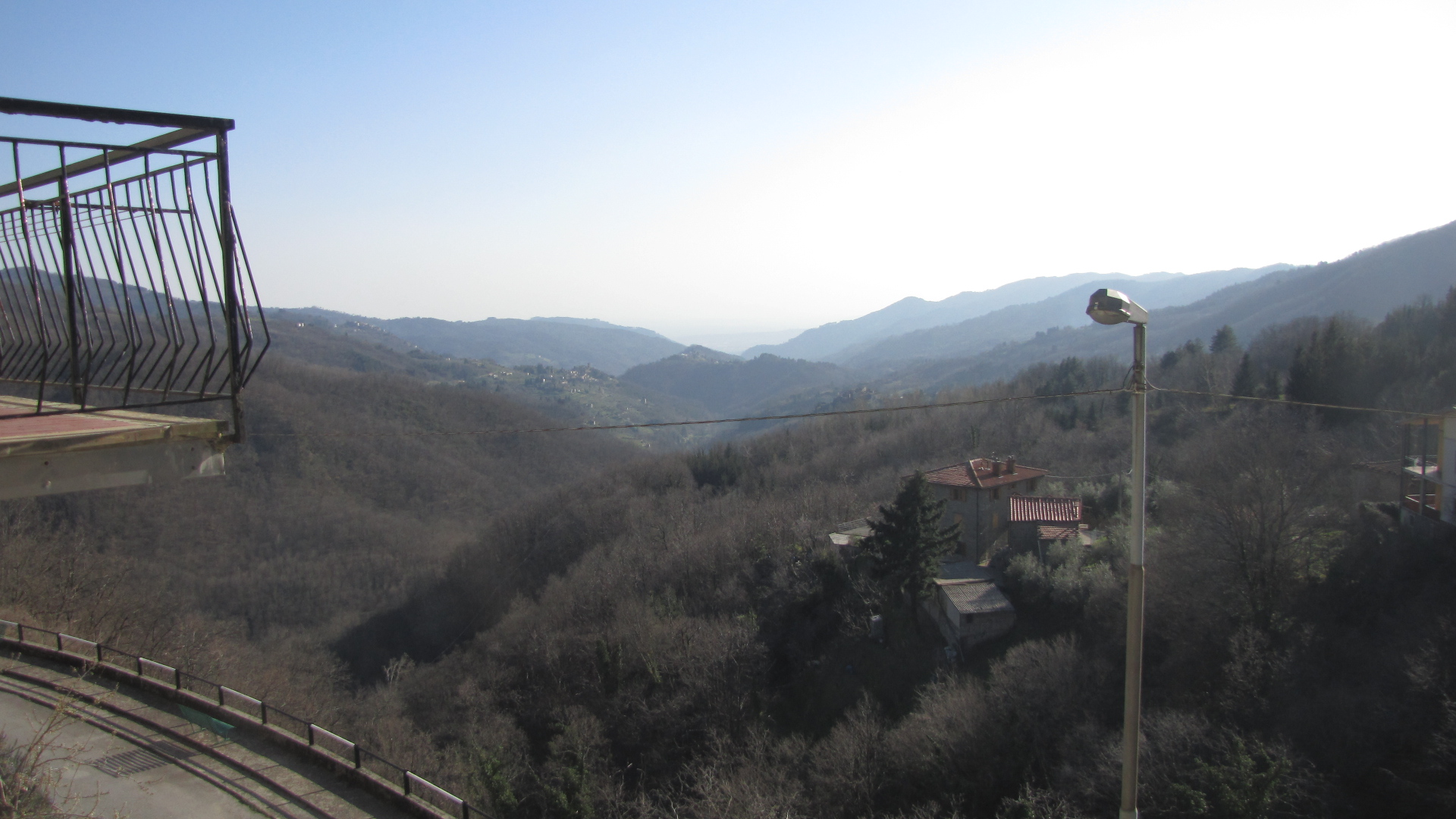
Vista della parte settentrionale della Valleriana dal paese di Stiappa

I paesi della Valleriana, un tempo popolati, sono andati incontro a un progressivo spopolamento negli ultimi tre decenni (ad eccezione di Castelvecchio, Sorana, San Quirico e Pietrabuona), ed è presente il rischio che alcuni di loro si trasformino in paesi-fantasma. L'attuale popolazione si attesta su un migliaio di individui.
Nonostante ciò, le castella sono meta di un flusso turistico assai consistente durante la stagione estiva, arrivando anche a superare di tre volte il numero degli abitanti permanenti.

## Prodotti tipici
Il fagiolo di Sorana è un legume molto ricercato, la cui produzione è piuttosto scarsa e limitata ai dintorni dell'omonima località.